# 1794年海軍法案
《提供海軍軍備法案》（英語：Act to Provide a Naval Armament）又稱為《1794年海軍法案》（Naval Act of 1794），或簡稱《海軍法案》 ，是指在1794年3月27日時，第3屆美國國會批准通過用於建立海軍力量的法規，並經總統喬治·華盛頓簽署成為法律。美國國會在該法案中授權聯邦戰爭艦隊建造六艘巡防艦，總成本為688,888.82美元。這六艘巡防艦是當時美國第一批海軍艦艇，並在最終發展成為現在的美國海軍。